# Stari Pisker
Stari Pisker es una antigua prisión en Celje, Eslovenia. Durante la Segunda Guerra Mundial las fuerzas de ocupación de la Alemania Nazi cometieron muchos crímenes de guerra en la ciudad como cuando 374 rehenes fueron ejecutados en la prisión de Stari Pisker en 1944. La prisión una vez fue sometido inspeccionada personalmente por Heinrich Himmler. En 1965 la prisión fue abierta de nuevo como un monumento conmemorativo, con una sala memorial en lo que fue la sala de torturas y el patio adaptado para el recuerdo. Se sometió a una renovación en 1995.